# Adobe Illustrator
Adobe Illustrator (kurz Ai) ist ein vektorbasiertes Grafik- und Zeichenprogramm. Es dient also dem Herstellen von Computergrafiken, die man ohne Qualitätsverlust beliebig in ihrer Größe verändern kann – im Unterschied zu pixelbasierten Bildbearbeitungsprogrammen wie z. B. Photoshop.

## Allgemeines
Das Programm wurde 1987 von dem kalifornischen Softwareunternehmen Adobe Inc. für den Apple Macintosh entwickelt und wird bis heute von Adobe gepflegt und vermarktet. Es läuft auf den Computerbetriebssystemen Windows sowie Apple macOS und gilt mit Stand 2021 als Standardanwendung auf dem Gebiet der Vektorgrafik.
Von der Klassifizierung her liegt Illustrator zwischen technisch orientierten, ebenfalls vektorbasierten CAD-Programmen wie AutoCAD und künstlerisch ausgerichteten, pixelbasierten Mal- und Bildbearbeitungsprogrammen wie Painter und Photoshop. Alternativen zu Adobe Illustrator sind u. a. Affinity Designer, Corel Draw und Inkscape. Illustrator hebt sich von seinen Wettbewerbern durch seine nichtdestruktive Arbeitsweise ab. Es ist also möglich, Grafik zu konstruieren, die bis zu einem späten Zeitpunkt im Workflow editierbar ist. Das ist ein Grundprinzip von objektorientierter Software; zusätzlich zu den üblichen Funktionen (Kontur- und Flächeneigenschaften, Muster, Verläufe, Pinsel)  bietet Illustrator viele seiner Funktionen auch als vektorbasierte Live-Effekte, die sich Pfaden, Gruppen und Ebenen zuweisen lassen. Darüber hinaus gibt es besondere Live-Objekte, die editierbar bleiben wie Interaktives Malen (Floodfill), Aussparungsgruppen, Wiederholung, Verflechtung (zum „Durchbrechen“ der Stapelreihenfolge), Angleichung (Morphing), Verzerrungshüllen oder Perspektivenobjekte. Selbst vektorisierte Bilder erlauben eine Nachbearbeitung der Optionen.

## Dateispeicherformat
Illustrator speichert Dateien in ein eigenes Format (.ai), das auf der Mitte der 1980er Jahre etablierten Protokollsprache für Laserdrucker, PostScript, aufsetzte. Die Software war dennoch nie ein echter PostScript-Editor.
Illustrator kann auch im PDF- und SVG-Format speichern.

## Name
Der Name Illustrator wies von Anfang auf die Zielgruppe hin: Illustratoren, vor allem aus der Werbebranche. Wie andere Vektorgrafiksoftware wird Illustrator jedoch sehr viel breiter eingesetzt, z. B. für das Design von Logos, Signets, Icons, Infografik, kleinere Satz- und Layoutaufgaben, Modedesign, Muster, Kartografie oder Verpackungsdesign.

## Entwicklungsgeschichte
Historisch war Illustrator die erste kommerzielle Grafikanwendersoftware, die Bézierkurven zur mathematisch exakten Beschreibung geometrischer Formen benutzte. Lediglich die Schriftentwurfsapplikation Fontographer nutzte Bézierkurven bereits ein Jahr zuvor. Ventura Publisher besaß ein Freihand-Linienzeichner-Werkzeug.
Im Oktober 2020 wurde eine Version für das iPad veröffentlicht, deren Dokumente mit der Desktopversion kompatibel sind, die jedoch über einen deutlich geringeren Bestand an Funktionen verfügt.

### Adobe Illustrator 1.1 – 19. März 1987 (Macintosh)
Die erste Illustratorversion verfügte nur über grundlegende Zeichenwerkzeuge. So gab es beispielsweise keine Möglichkeit, Objekte mit Löchern zu erstellen. Zudem gab es einen speziellen Vorschaumodus, in dem die Zeichnung nicht bearbeitet werden konnte.

### Adobe Illustrator 88 – 1988 (Macintosh)
Trotz einer vereinfachten Benutzerführung und einiger neuer Werkzeuge (Überblendung, Freihandwerkzeug, Maßband, Pausstift sowie Farben, Masken und Muster) war es immer noch nicht möglich, Zeichnungen im Vorschaumodus zu bearbeiten oder Objekte mit Löchern zu erstellen.

### Adobe Illustrator 2.0 – 1989 (Windows)
Der ersten Illustrator-Version für Windows war kein großer Erfolg beschieden. CorelDRAW war damals Illustrator von Funktionsumfang und Bedienerfreundlichkeit her weit überlegen.

### Adobe Illustrator 3.0 – 1990 (Macintosh, NeXT, Unix)
Auch in dieser Version war immer noch keine Bearbeitung im Vorschaumodus möglich, doch wurden verknüpfte/zusammengesetzte Pfade (compound paths) eingeführt und somit die Möglichkeit, auch Objekte mit Löchern zu erzeugen. Weitere neue Funktionen waren unter anderem Diagramme, Direktauswahlwerkzeug, Gruppenauswahlwerkzeug, Lupe, Zentrieren, abgerundetes Rechteck, Ellipse vom Mittelpunkt, Transformierwerkzeuge und verbesserte Pfadbearbeitung. Zudem konnte man in dieser Version auch auf nicht-postscriptfähigen Druckern ausdrucken.
Die Versionen für NeXTStep und andere Unix-Plattform waren kein sonderlicher Erfolg, da sich beide Plattformen im Anwenderbereich nicht durchgesetzt haben.

### Adobe Illustrator 4.0 – 1992 (Windows)
Auch diese Version brachte für Adobe keinen großen Erfolg in der Windowswelt, da Corel Draw sich schon etabliert hatte und Illustrator 4.0 keine Weiterentwicklung von Version 3.0 für Macintosh war. Trotzdem gab es kleine Verbesserungen wie die Bearbeitung im Vorschaumodus.

### Adobe Illustrator 5.0 – 1993 (Macintosh)
Nun konnte man auch am Macintosh seine Zeichnungen direkt im Vorschaumodus bearbeiten. Die Benutzeroberfläche wurde verändert, und die schwebenden Paletten erhielten Einzug. Neben der vergrößerten Arbeitsfläche wurde die Undo-Funktion erweitert. Viele noch heute bekannte Werkzeuge (Messer, Seitenpositionierer, kalligraphischer Pinsel, Farbeimer, Farbverläufe, Ebenen) kamen hinzu.

### Adobe Illustrator 5.5 – 1994 (Macintosh)
Diese Version lief nativ auf einem Power Macintosh und brachte verbesserte Import-/Export-Filter mit. So konnte man nun PDF-Dateien öffnen und direkt exportieren. Die typographischen Fähigkeiten wurden ebenfalls stark verbessert. So gab es endlich Spalten und eine Tabulatorstopp-Palette.

### Adobe Illustrator 4.1 – 1995 (Windows)
Neben der besseren Unterstützung von Windows 95 gab es keine nennenswerten Verbesserungen. Alle Grafikprogramme für den PC (und auch Illustrator für den Mac) hatten zu jener Zeit Illustrator für Windows weit hinter sich gelassen.

### Adobe Illustrator 6.0 – 1996 (Macintosh)
Diese Version bot weiter verbesserte Importfilter, wodurch es möglich war, TIFF-, PDF-, EPS- und PSD-Dateien zu platzieren. Zudem wurden nun Photoshop-Filter direkt unterstützt und auch einige von ihnen mitgeliefert. Neue Funktionen waren unter anderem In Pixelbild umwandeln, Stern- und Polygonwerkzeuge, Spiralwerkzeug, Wirbel-Werkzeug, Ausrichten-Palette, Farbseparation, mathematische Operationen in den Paletten und Drag-and-Drop-Unterstützung. Die stark veränderte Benutzerführung bei der Pfadbearbeitung (an Photoshop angeglichen) hielt viele Käufer von einem Update ab.

### Adobe Illustrator 7.0 – 1997 (Macintosh, Windows)
Erstmals gab es eine Windows-Version, die den gleichen Funktionsumfang bot wie die Macintosh-Version. Die Benutzeroberfläche wurde noch weiter verbessert (verschachtelbare Paletten), und durch den Siegeszug des WWW kam auch erstmals die Fähigkeit in das Programm, mit RGB-Farben zu arbeiten. Das Textwerkzeug wurde um vertikale Ableger erweitert, und das Diagrammwerkzeug erhielt neue Diagrammarten. Auch das Farbmanagement wurde von Adobe nicht vernachlässigt, und Illustrator wurde mit der Multiple-Master-Palette das erste Programm, das solche Schriften direkt ohne den Adobe Type Manager verwenden und modifizieren konnte.

### Adobe Illustrator 8.0 – 1998 (Macintosh, Windows)
Mit jeder Version kamen Fähigkeiten von Photoshop auch zum Illustrator, und somit enthielt Illustrator nun eine Aktionspalette, Navigatorpalette und die Möglichkeit, Dateien mit Ebenen nach Photoshop zu exportieren. Eine große Neuerung war das Verlaufsgitter, das dank PostScript 3 und PDF auflösungsunabhängige flexible Verläufe ermöglichte. Die magnetischen Hilfslinien und Frei-Verzerren-Werkzeug erhöhten deutlich die Produktivität, und die Bild- und Spezialpinsel machten Zusatzprogramme wie Fractal Design Expression teilweise überflüssig. Zudem gab es endlich nachträglich anpassbare Überblendungen, wie es andere Programme schon länger boten.

### Adobe Illustrator 9.0 – 2000 (Macintosh, Windows)
Die längere Entwicklungszeit gegenüber vorherigen Versionen machte sich in einem enormen Technologiesprung bemerkbar. Illustrator 9 war das erste Vektorprogramm, das Transparenzen in guter Qualität (und teilweise weiter auflösungsunabhängig) ausgeben konnte. Zwar hatte Corel Draw schon seit geraumer Zeit Transparenzen verfügbar, doch wurden diese in jedem Fall in Pixelbilder umgerechnet, was oft zu Belichtungsproblemen führte. Auch Macromedia FreeHand bot vor Illustrator Transparenzen an und warb sogar damit, das erste Programm zu sein, das Transparenzen als Vektorobjekte ausgibt. Anders als Illustrator 9 war Freehand aber stark in den Kombinationsmöglichkeiten eingeschränkt. Schon acht überlagerte Transparenzen waren für ein sinnvolles Arbeiten am Dokument zu viele. Illustrator 9 hatte zwar noch etwas Probleme bei komplizierten Dokumenten, doch das wurde in der folgenden Version 10 zum größten Teil behoben. Es gab aber noch weitere Neuerungen wie verschachtelte Ebenen, Effekte (Live-Filter), Stile und Photoshop-kompatibles Farbmanagement. Durch die vielen komplexen Funktionen wurde Illustrator 9 aber deutlich langsamer als seine Vorgänger, und viele Anwender stiegen nach dem Update wieder auf Version 8.0 um.

### Adobe Illustrator 10 – 2001 (Macintosh, Mac OS X, Windows)
Adobe positionierte Illustrator immer mehr auch als Web-Grafikanwendung, und somit lag es nahe, dass in diesem Bereich sehr viel verbessert wurde. Die Symbolpalette half, Flash-Dateien klein zu halten, und das Slice-Werkzeug machte vielfach andere Anwendungen überflüssig. Der SVG-Export wurde auch stark verbessert, und die Variablenpalette machte Illustrator-Dokumente anhand von XML-Dateien dynamisch.
Endlich hielten auch Verzerrungshüllen in Illustrator Einzug, womit Illustrator wohl eines der letzten Grafikprogramme war, welches diese Funktion erhielt. Selbst an lang vermisste Werkzeuge (einfache Linien, Bogen und Gitter) hatte Adobe gedacht. Die meisten Probleme der Version 9.0 mit den Transparenzen wurden behoben, und auch die Arbeitsgeschwindigkeit erhöhte sich weiter.

### Adobe Illustrator CS (Version 11) – 2003 (Mac OS X, Windows)
Ende Dezember 2003 erschien die deutsche Version von Illustrator CS. Seit dieser Version ist Illustrator integrierter Bestandteil der Adobe Creative Suite, wird aber auch weiterhin einzeln angeboten. Unter anderem gibt es erstmals echte 3D-Funktionen, welche dem nicht mehr weiterentwickelten Adobe Dimensions recht ähnlich sind. Die häufig angefragte Extrusionsfunktion wurde damit endlich in Illustrator verwirklicht. Der Umgang mit Schriften und fremdsprachigen Texten wurde komplett überarbeitet, und Illustrator unterstützte nun erstmals OpenType und Unicode ähnlich der Funktionen von Adobe InDesign. Zudem gibt es nun auch Absatz- und Zeichenstile. Die PDF-Unterstützung wurde dem aktuellen Stand (PDF 1.5, Acrobat 6) angepasst und unterstützt PDF-Ebenen, Schnittmarken und Passwortschutz. An eine neue gestalterische Funktion hat Adobe ebenfalls gedacht: Der Scribble-Effekt ermöglicht es, mit wenigen Mausklicks eine Zeichnung wie handgemalt aussehen zu lassen.
Einige Probleme der Vorversion wurden behoben; so müssen EPS- und PDF-Dateien nicht mehr eingebettet werden, wenn sie mit Transparenzen in Berührung kommen. Auch wurde die Druckfunktion erweitert, der Umfang der Druckeinstellungen entspricht nun etwa den Möglichkeiten, die Adobe InDesign bietet.

### Adobe Illustrator CS2 (Version 12) – 2005 (Mac OS X, Windows)
Der Funktionsumfang wurde um Möglichkeiten zum interaktiven Abpausen (Autotrace), interaktiven Malen (Füllen von Flächen, die durch mehrere Pfade eingeschlossen sind und Bearbeiten von Konturensegmenten), erweiterte Konturenoptionen und kolorierte Graustufen-Rasterbilder erweitert. Die Steuerungspalette stellt häufig gebrauchte Funktionen aus verschiedenen Paletten im aktuellen Bearbeitungskontext zur Verfügung.

### Adobe Illustrator CS3 (Version 13) – 6. Juni 2007 (Mac OS X 10.4 und höher, Windows XP und Vista)
Integration mit früheren Macromedia-Produkten, vor allem Flash.
Neue Werkzeuge: Schnittbereich-Werkzeug (Crop Area Tool) und Vektor-Radierer
Neue Funktionen: Der in Version CS2 (12) eingeführte Isolierte Bearbeitungsmodus für Gruppen wurde überarbeitet und auf das Editieren von Symbolen erweitert. Die Funktion Interaktive Farbe ermöglicht ein Editieren mehrerer bereits an Objekten verwendeten Farben z. B. durch Zuweisung anderer Farbharmonien oder das Lokalisieren auf dem Farbrad. Das Editieren der Ankerpunkte eines Pfads wurde durch Hinzufügen von Buttons für oft benötigte Funktionen und durch die bessere Hervorhebung der Position eines Punkts etwas vereinfacht.
Neue Bedienfelder (vorher Paletten): Farbhilfe (Color Guide), Adobe Labs/Kuler & Know-how (nur in der US-Version)

### Adobe Illustrator CS4 (Version 14) – 23. September 2008 (Mac OS X 10.4 und höher, Windows XP und Vista)
In Illustrator CS4 können mehrere Artboards (Seiten) in unterschiedlichen Größen angelegt werden. Verbessert wurde darüber hinaus die Bearbeitung von Verläufen – diese können jetzt auch transparente Verlaufsfarben enthalten. Im Aussehenbedienfeld ist nicht mehr nur die Übersicht, sondern auch die Bearbeitung der Objekteigenschaften möglich. Als neues Werkzeug wurde der Tropfenpinsel (Blob-Tool) eingeführt, mit dem Benutzer Vektorobjekte „malen“ können. Auch besitzt Illustrator jetzt eine interne Separationsvorschau.
Verbesserungen gab es bei Schnittmasken, magnetischen Hilfslinien, Grafikstilen und dem Isolationsmodus.
Vollkommen überarbeitet wurde die Benutzeroberfläche: u. a. können offene Dateien getabbt werden.

### Adobe Illustrator CS5 (Version 15) – 12. April 2010 (Mac OS X 10.5.7 und höher, Windows XP, Vista und Windows 7)
In Version CS5 erhielt Illustrator neue Werkzeuge. Das Breitenwerkzeug dient zum Anpassen der Konturstärke an jeder beliebigen Stelle des Pfads. Mit dem Formerstellungswerkzeug werden Formen gebildet. Es funktioniert ähnlich wie Interaktiv malen, die Formen entstehen jedoch sofort. Das neu eingeführte Perspektivenraster hilft bei der Erstellung perspektivischer Szenen und Objekte und bringt ebenfalls eigene Werkzeuge mit. Neu hinzugekommen ist auch der Borstenpinsel, ein transparenter, sehr natürlich wirkender Pinsel mit Aquarellanmutung.
Verbessert wurde die Bearbeitung von Zeichenflächen durch die Verwaltungsmöglichkeit in einer eigenen Palette sowie Symbole durch die Einführung von u. a. 9-Slice-Hilfslinien zur direkten Verwendung in Illustrator. Des Weiteren wurde Transparenz in Verlaufsgittern eingeführt, diverse Verbesserungen bei Pfeilspitzen und gestrichelten Konturen und beim Auswählen und Bearbeiten dahinter liegender und mit Schnittmasken versehener Objekte.

### Adobe Illustrator CS6 (Version 16) – 23. April 2012 (Mac OS X 10.6.8 und höher, Windows, XP und 7)
Diese Version unterstützt 64 Bit auf Windows und Mac OS nativ, dadurch kann Illustrator mehr als die bisher möglichen 3 GB RAM nutzen und verarbeitet komplexere Dateien besser und schneller. Zum Geschwindigkeitszuwachs trägt ebenfalls ein überarbeitetes Weichzeichner-Modul bei.
Darüber hinaus bietet Illustrator CS6 eine Funktion, die die Erstellung von kachelbaren Mustern erheblich vereinfacht und es können Verläufe auf Konturen angelegt werden (über den gesamten Pfad, quer oder entlang dem Pfad). Die Autotrace-Funktion wurde komplett neu geschrieben.
Die Benutzeroberfläche wurde nicht nur optisch, sondern auch in der Bedienung überarbeitet, z. B. können Ebenennamen direkt im Bedienfeld bearbeitet werden.

### Adobe Illustrator CC (Version 17 und 17.1) – 17. Juni 2013 und 16. Januar 2014 (Windows 7 und höher, Mac OS 10.7 und höher)
In dieser Version können Pfadsegmente direkt frei bearbeitet werden und Ecken einzeln abgerundet bzw. abgeflacht oder mit einer Innenrundung versehen werden.
Mit dem Touch-Type-Textwerkzeug können bestimmte Zeichen-Attribute intuitiv direkt am Buchstaben durch Verformung zugewiesen werden. Die Eckelemente von Musterpinseln können nach unterschiedlichen Methoden automatisch generiert werden und Spezial-, Bild- und Musterpinsel können Rastergrafik enthalten. Buntstift-, Pinsel- und Radierer-Werkzeug wurden komplett überarbeitet.
Wird bei einem Perspektivenraster nachträglich der Horizont oder die Fluchtpunkte geändert, dann passen sich bestehende Objekte an.
In dieser Version hat Illustrator auch eine Verpacken-Funktion erhalten, die automatisch alle zugehörigen Elemente wie Bilder und Fonts sucht und in einen Ordner speichert. Zu verknüpften Bildern wird eine ausführlichere Information eingeblendet und man kann eingebettete Bilder wieder aus dem Dokument lösen und verknüpfen.
Webdesigner können viele Eigenschaften als CSS ablesen und entsprechend speichern.
Unter Windows 8 können Touch-Geräte benutzt werden, das Interface einiger Werkzeuge (Frei-transformieren, Touch-Type-Textwerkzeug) ist bereits so angepasst, dass deren Benutzung mit den Fingern möglich ist.
Einige Funktionen beruhen besonders auf der Anbindung an die Adobe Creative Cloud:
So lassen sich Einstellungen (Voreinstellungen, eigene Bibliotheken etc.) zwischen unterschiedlichen Rechnern eines Nutzers synchronisieren. Darüber hinaus hat auch Illustrator einen direkten Zugriff auf Typekit-Schriften.

### Adobe Illustrator CC 2014 (Version 18 und 18.1) – 18. Juni 2014
In dieser Version wurden „interaktive Formen“ eingeführt, deren Attribute nachträglich bearbeitet werden können, zunächst nur für Rechtecke und abgerundete Rechtecke. Der Zeichenstift erhielt eine Gummiband-Option, die eine Vorschau des Pfads anzeigt. Als Alternative zum Zeichenstift gibt es das Kurvenzeichner-Werkzeug, mit dem optimierte Pfade einfacher gezeichnet werden können. Das Zusammenfügen-Werkzeug verbindet auch Kurven, zwischen denen eine Lücke besteht und schließt den Pfad. Flächentexte können automatisch an den Inhalt angepasst werden. In dieser Version wurden Creative Cloud Bibliotheken eingeführt und die mobilen Apps Illustrator Sketch, Illustrator Line, Illustrator Draw sowie Brush CC, Shape CC und Color CC mit Illustrator verbunden, sodass Dateien und Assets importiert werden können.
Auf der Windows-Seite wurde die GPU-Beschleunigung ermöglicht und ein eigener Workspace für Touch-Geräte wie das Microsoft Surface eingeführt.

### Adobe Illustrator CC 2015  (Version 19 und 19.2) – 15. Juni 2015 (Windows 7 bis 10, Mac OS 10.9 bis 10.11)
Die neue Wiederherstellungsfunktion führt in definierbaren Abständen eine besondere Sicherung durch, auf deren Basis Illustrator nach einem Absturz eine Wiederherstellung des letzten Arbeitsstands versucht. Darüber hinaus wurden weitere „interaktive Formen“ hinzugefügt (Polygone, Ellipsen, Linien). Alternativ zu den dezidierten Werkzeugen können interaktive Formen auch mit dem neuen Shaper-Werkzeug durch Gesten erzeugt werden – vor allem auf Touch-Geräten. Das Formerstellungswerkzeug kann nun nicht mehr nur in geraden Linien, sondern in Freiformkurven verwendet werden. Dynamische Symbole erlauben eine eigenständige farbliche Gestaltung ihrer Instanzen. Intelligente Hilfslinien können nun wie in InDesign auch die Abstände und Winkel von Objekten ausrichten.
Es werden die mobilen Apps Adobe Comp und Adobe Capture mit Illustrator integriert und aufgrund verbesserter GPU-Unterstützung ist nun ein Zoom bis zu 64000 % möglich.

### Adobe Illustrator CC 2015.3 (Version 20 und 20.1) – 20. Juni 2016
Illustrator CC 2015.3 kann per Kopieren und Einfügen mit Adobe Xd zusammenarbeiten. Es gibt jedoch mit Für Bildschirme exportieren und dem Export-von-Element-Bedienfeld auch eine mächtige neue Exportfunktion, mit der Elemente objekt- oder Zeichenflächenbasiert gleichzeitig und in einem Rutsch in verschiedene Formate und Größen exportiert werden können. Innerhalb der CC-Bibliotheken kann in Adobe Stock direkt nach Elementen gesucht werden.

### Adobe Illustrator CC 2017 (Version 21 und 21.1) 2. November 2016
CC 2017 ermöglicht es, Bilder direkt in Illustrator zuzuschneiden (die Bilder werden dafür in die Datei eingebettet). Im Bereich Schriften kamen einige Neuerungen, wie ein Kontextmenü, mit dem alternative Glyphen für ein selektiertes Zeichen ausgewählt werden können und die Anzeige von Schriften direkt am Textobjekt auf der Zeichenfläche, während man durch das Schriftmenü scrollt. In dieser Version können auch über Typekit lizenzierte Schriften verwendet werden.
Das Ausrichten an Pixeln für das Screendesign wurde grundlegend überarbeitet, sodass dabei nun keine Objekte mehr verzerrt werden. In der Dialogbox „Neues Dokument“ werden viele Vorgaben und Dateien aus Adobe Stock direkt angeboten, als weiteres Online-Angebot wird Adobe Color direkt eingebunden: im Color-Themen-Bedienfeld.
Beim Zoomen im Dokument wird auf ausgewählte Objekte fokussiert.

### Adobe Illustrator CC (Version 22 und 22.1) – 18. Oktober 2017 und 12. März 2018 (Windows 7 bis 10, Mac OS 10.11 bis 10.13)
Neu in dieser Version ist das Marionetten-Verkrümmungs-Werkzeug, mit dem man Stecknadeln setzen kann, um Objekte wie Puppen zurechtzubiegen. Das neue, kontextsensitive Eigenschaften-Bedienfeld vereint wie das Steuerungs-Bedienfeld die Optionen vieler Bedienfelder und zeigt sie abhängig von den gewählten Objekten an. Das Handling von Zeichenflächen wurde verbessert, es können jetzt bis zu 1000 Zeichenflächen im Dokument angelegt werden und es lassen sich mehrere Zeichenflächen gemeinsam auswählen.  Texte lassen sich jetzt auch über die Creative Cloud-Bibliotheken verwalten. Beispielsweise können nun Texte zwischen Illustrator und InDesign ausgetauscht werden. Des Weiteren unterstützt Illustrator erstmals die TouchBar des MacBook Pro. Mehrseitige PDFs können auf einmal importiert oder nur ein bestimmter Bereich ausgewählt werden. Im Variablen-Bedienfeld lassen sich nun neben Illustrators eigenem XML-Format auch CSV-Dateien verwenden. Diese Version erlaubt ebenfalls die Verwendung von SVG-Farbfonts sowie Variable Fonts und Stylistic sets.
Die auf hochaufgelösten Monitoren nur schwer erkennbaren Auswahlen, Begrenzungsrahmen, Ankerpunkte und Griffe lassen sich skalieren. Auf dem Mac wird die Touch Bar unterstützt. Darüber hinaus wurde die Synchronisation mit Dropbox verbessert.

### Adobe Illustrator CC 2019 (Version 23) 15. Oktober 2018 (Windows 7 und 10, Mac OS 10.12 bis 10.14)
Illustrator CC 2019 brachte Freihand-Verläufe, in denen die Verlaufstopps frei auf dem Objekt platziert oder entlang einer Linie angeordnet werden können. Sie lassen sich einfacher bedienen als Verlaufsgitter und erlauben eine ähnlich freie Farbgestaltung. Der globale Bearbeitungsmodus wählt alle gleichen Objekte nach ihrer Form im Dokument aus und erlaubt eine synchrone Bearbeitung. Adobe Fonts können als Vorschau am Textobjekt selbst dann angezeigt werden, sie noch nicht mit einem Konto synchronisiert wurden.
In verschiedenen neuen Ansichtsmodi lassen sich Objekte außerhalb von Zeichenflächen ausblenden oder Arbeiten direkt als Präsentation anzeigen. Bei der 100%-Darstellung wird nun die Montior-Auflösung berücksichtigt, sodass die Darstellung maßgenau ist. Die Monitor-Auflösung spielt auch bei der Benutzerinterface-Darstellung eine Rolle, die sich anpassen lässt.
Ähnlich wie Arbeitsbereiche lassen sich nun auch Werkzeugpaletten für den persönlichen Bedarf anlegen, in die man nur benötigte Werkzeuge einbindet.
Auf Basis künstlicher Intelligenz (Sensei) bietet die Bildzuschneidung nun einen kontextsensitiven Vorschlag an, der auf wichtige Bildbestandteile fokussiert.

### Adobe Illustrator 2020 (Version 24 und 24.2, 24.3) 4. November 2019 (Windows 10 und höher, Mac OS 10.13 bis 10.15)
Vergleichsweise umfangreiche Neuerungen gab es im Bereich Schriftformatierung, die sich nun auch an sichtbaren Maßen orientiert, d. h. die Größe wird als x-Höhe oder Versalhöhe angegeben. An Buchstaben können andere Objekte selbst dann exakt ausgerichtet werden, wenn die Schriften noch nicht in Pfade umgewandelt wurden. Texte in Flächentexten können darin vertikal ausgerichtet werden.
Bei der Arbeit mit dem Frei-transformieren-Werkzeug wird der Begrenzungsrahmen nicht sofort zurückgesetzt, das vereinfacht das Handling. Grafikbearbeitungen und Änderungen in Effektoptionen werden in Echtzeit auf der Zeichenfläche angezeigt. Objekte lassen sich direkt auf der Zeichenfläche mit einem Klick entsperren. Ganze Zeichenflächen mit Grafik können kopiert und eingefügt werden.
Zwei neue Dokumentformate wurden eingeführt: Große Dokumente, deren Arbeitsfläche 100 mal so groß ist wie zuvor. Sowie Cloud-Dokumente, die in der Creative Cloud gespeichert werden und sich mit der iPad-Version austauschen lassen.

### Adobe Illustrator 2021 (Version 25, 25.1, 25.2, 25.3) 20. Oktober 2020 (Windows 10 und höher, macOS 10.14 und höher)
Neu in dieser Version ist die Wiederholen-Funktion, die Objekte in drei Modi dupliziert: Spiegeln, Drehen und Raster. Die entstehenden Objekte sind live, sodass sich die Optionen ändern und die Basisobjekte bearbeiten lassen. Die gesamte Arbeitsfläche mitsamt der Grafik lässt sich in dieser Version zur besseren Bearbeitung z. B. aller Seiten einer Verpackung drehen. Die Funktion Bildmaterial neu färben wurde überarbeitet und bietet alternativ ein einfaches Dialogfeld, in dem auch Farben aus Bildern aufgenommen werden können. Es können Texte ohne Formatierung eingefügt werden. AUsgeblendete Ebenen lassen sich einfach löschen.

### Adobe Illustrator 2022 (Version 26, 26.1, 26.2, 26.3.1 und 26.4) 16. Oktober 2021 (Windows 10 und höher, macOS 10.15 bis 11)
Diese Version enthält eine neue 3D-Funktion zusätzlich zu den bereits bestehenden 3D-Effekten, die nun als „klassisch“ bezeichnet werden. Cloud-Dokumente können zur Bearbeitung geteilt werden, um Korrektur- und Kollaborationsprozesse zu vereinfachen.
Illustrator beherrscht nun auch nummerierte und Bulletlisten, deren Formatierungsoptionen jedoch eingeschränkt sind. Fehlende Fonts kann Illustrator automatisch aktivieren, sofern es sich um Adobe Fonts handelt. Gleich formatierte Texte lassen sich über das Menu Auswahl aktivieren.
Ebenfalls neu ist ein Protokoll-Bedienfeld, mit dem mehrere Schritte übersprungen werden können. Das Entdecken-Bedienfeld vereinfacht den Zugriff auf Lerninhalte und die Dokumentation. Als neue Importformate kamen HEIF und WebP hinzu.

### Adobe Illustrator 2023 (Version 27, 27.1) 19. Oktober 2022 (Windows 10 und höher, macOS 10.15 bis 12)
Neu hinzugekommen ist die Verflechten-Funktion, die erlaubt, Objekte intuitiv über- und untereinander zu stapeln, ohne die Objekte zu durchtrennen. Listen lassen sich in Text umwandeln, um sie z. B. umfangreicher formatieren zu können. Texte lassen sich über die Zwischenablage mit Formatierungen zwischen Illustrator und InDesign austauschen. 3D-Objekte können mit Verdrehungen und Verjüngungen versehen werden. Auch Farb- und Transparenzänderungen werden jetzt in der Live-Vorschau an den Objekten dargestellt. Der 3D-Export ist nun auch in die Formate GLTF und USD möglich. Quick Actions im Entdecken-Bedienfeld erlauben Formatierungen mit einem Klick.

## Versionen
| Legende: | Ältere Version; nicht mehr unterstützt | Ältere Version; noch unterstützt | Aktuelle Version | Aktuelle Vorabversion | Zukünftige Version |

| Version | Codename               | Veröffentlichung   | Plattform                            | Bemerkungen                                                                                                  |
| ------- | ---------------------- | ------------------ | ------------------------------------ | --- |
| 1       | 1.0 / Picasso          | Januar 1987        | macOS                                | Erstveröffentlichung                                                                                         |
| 1       | 1.1 / Inca             | 19. März 1987      | macOS                                | |
| 1       | 88                     | März 1988          | macOS                                | |
| 2       | 2.0 / Pinnacle         | Januar 1989        | Windows                              | Erste Version für Windows                                                                                    |
| 3       | 3.0 / Desert Moose     | Oktober 1990       | macOS, NeXT, andere Unix-Plattformen | |
| 3       | 3.5                    | 1991               | IRIX                                 | |
| 3       | 3.5                    | 1993               | Solaris                              | Die Version für Solaris erschien ein Jahr nach der Version 4 für Windows, trug jedoch die Versionsnummer 3.5 |
| 4       | 4.0 / Kangaroose       | Mai 1992           | Windows                              | Die zweite Version für Windows                                                                               |
| 4       | 4.1                    | 1995               | Windows                              | |
| 5       | 5.0 / Saturn           | Juni 1993          | macOS                                | |
| 5       | 5.5 / Janus            | Juni 1994          | macOS, Solaris                       | |
| 6       | 6.0 / Popeye           | Februar 1996       | macOS                                | |
| 7       | 7.0 / Simba            | Mai 1997           | macOS, Windows                       | |
| 8       | 8.0 / Elvis            | September 1998     | macOS, Windows                       | |
| 9       | 9.0 / Matisse          | Juni 2000          | macOS, Windows                       | |
| 10      | 10.0 / Paloma          | November 2001      | macOS, Windows                       | |
| 11      | CS / Pangaea/Sprinkles | Oktober 2003       | macOS, Windows                       | |
| 12      | CS2 / Zodiac           | 27. April 2005     | macOS, Windows                       | Kein Support mehr seit Veröffentlichung von Version 14                                                       |
| 13      | CS3 / Jason            | 6. Juni 2007       | macOS, Windows                       | |
| 14      | CS4 / Sonnet           | 23. September 2008 | macOS, Windows                       | |
| 15      | CS5 / Ajanta           | 12. April 2010     | macOS, Windows                       | |
| 16      | CS6 / Ellora           | 23. April 2012     | macOS, Windows                       | erstmals native 64-Bit-Version für Microsoft Windows und macOS                                               |
| 17      | CC                     | 17. Juni 2013      | macOS, Windows                       | |
| 17.1    | CC                     | 16. Januar 2014    | macOS, Windows                       | |
| 18      | CC (2014)              | 18. Juni 2014      | macOS, Windows                       | |
| 18.1    | CC (2014.1)            | 6. Oktober 2014    | macOS, Windows                       | |
| 19.0    | CC (2015.0)            | 15. Juni 2015      | macOS, Windows                       | |
| 19.1.1  | CC (2015.1.1)          | 20. Oktober 2015   | macOS, Windows                       | |
| 19.2.0  | CC (2015.2)            | 30. November 2015  | macOS, Windows                       | |
| 20.0    | CC (2015.3)            | 20. Juni 2016      | macOS, Windows                       | |
| 20.1    | CC (2015.3.1)          | 10. August 2016    | macOS, Windows                       | |
| 21.0    | CC (2017)              | 2. November 2016   | macOS, Windows                       | |
| 22.0    | CC (2018)              | 18. Oktober 2017   | macOS, Windows                       | |
| 22.1    | CC (2018.1)            | 12. März 2018      | macOS, Windows                       | |
| 23.0    | CC (2019)              | 15. Oktober 2018   | macOS, Windows                       | |
| 24.0    | 2020                   | 4. November 2019   | macOS, Windows                       | |
| 24.3    | 2020                   | August 2020        | macOS, Windows                       | |
| 25.0    | 2021                   | 20. Oktober 2020   | macOS, Windows                       | Unterstützung von Apple Silicon                                                                              |
| 25.3    | 2021                   | Juni 2021          | macOS, Windows                       | |
| 26.0    | 2022                   | 16. Oktober 2021   | macOS, Windows                       | |
| 26.4.1  | 2022                   | Juli 2022          | macOS, Windows                       | |
| 27.0    | 2023                   | 19. Oktober 2022   | macOS, Windows                       | |
| 27.1    | 2023                   | 6. Dezember 2022   | macOS, Windows                       | |